# Vikebukt
Vikebukt är en tätort och kyrkby i Vestnes kommun i Møre og Romsdal fylke i västra Norge. Orten ligger där fylkesväg 5981 möter Europaväg 136, på östra sidan av Tresfjorden. Här finns Vike kyrka.

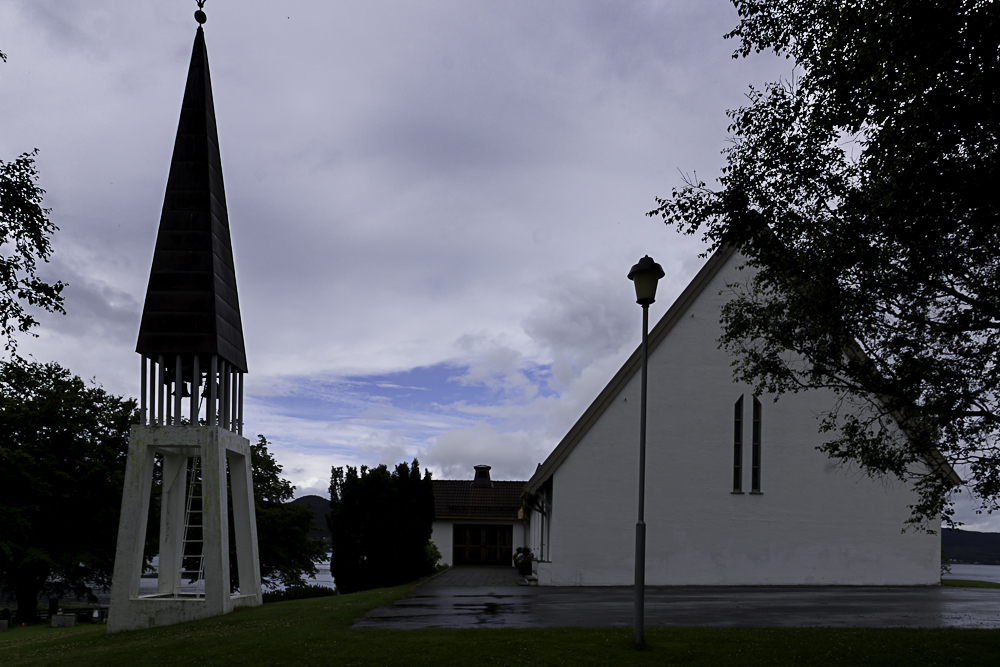
Vike kyrka.